# خداوند اخترشناسی
خداوند اخترشناسی (به انگلیسی: Astronomy Domine) نام آهنگی از گروه سایکدلیک راک پینک فلوید می‌باشد که در سال ۱۹۶۷ به عنوان اولین آهنگ در آلبوم نی‌زن بر دروازه‌های سپیده‌دم منتشر شد.
این آهنگ توسط گیتاریست/خواننده اصلی گروه، سید برت، نوشته شد. در این آهنگ ریچارد رایت به همراه برت دو خوانندهٔ اصلی هستند. شروع آهنگ همراه با اصواتی مخابره‌ای مانند و صدای پیتر جنر، مدیر وقت گروه، از بلندگو است که نام ستاره‌ها را می‌خواند و کم‌کم صدای سید برت به آن افزوده می‌شود.
سبک این آهنگ اسپیس راک و سایکدلیک راک است، در آهنگ با ذکر سیارهایی نظیر زحل، نپتون، تیتانیا، میراندا مواجه می‌شویم.

## نسخه‌های زنده و جایگزین
این آهنگ در اجراهای زنده جزو آهنگ‌های محبوبی بحساب می‌آمد و در کنسرتها گنجانده می‌شد. نسخهٔ زنده‌ای از اجرای این آهنگ در آلبوم اوماگوما قرار گرفت و منتشر شد که همین نسخهٔ اوماگوما را می‌توان در یک آلبوم گردآوری شدهٔ گروه به نام یک جفت خوب که در آمریکا منتشر شد پیدا کرد.
از اواسط ۱۹۷۱ از لیست اجراهای زنده کنار گذاشته شد، اما در تورهای ۱۹۹۴ دوباره اجرا و نمایش داده شد که یکی از این اجراها در آلبوم زندهٔ تکانه گرفت. این آهنگ در آلبوم گردآوری شدهٔ پژواک‌ها: بهترین‌های پینک فلوید نیز قرار دارد.

## نسخه‌هایی در احترام به این آهنگ
- هنرمندانی نظیر وویوود، راک‌فور، Dredg,The Atomic Bitchwax,Mission of Burma این آهنگ را در احترام به پینک فلوید کاور کرده‌اند.

## دست‌اندرکاران
- راجر واترز - گیتار بیس، همخوان
- نیک میسن - درام و ساز کوبه‌ای
- ریچارد رایت - خواننده، اُرگ
- سید برت - شعر، آهنگ، گیتار (Fender Esquire)، خواننده
- پتر جنر - صحبت‌های اول آهنگ